# Bernd Homann
Bernd Homann (* 1964 in Edemissen bei Peine) ist ein deutscher Pianist und Komponist.

## Leben
Homann begann im Alter von fünf Lebensjahren mit dem Spiel auf dem Klavier und begann sich im Alter von 13 Jahren für Jazz zu interessieren, zunächst mit dem Schwerpunkt Ragtime und Boogie.
Nach seinem Schulabschluss begann er 1986 in Hannover an der Hochschule für Musik und Theater in Hannover das Studium für das Lehramt im Bereich Jazz, Rock und Pop, das er 1990 mit dem Diplom abschloss. In den Folgejahren gründete er das Bernd Homann Quartett und zählte gemeinsam mit dem Mitgliedern seines Quartetts als auch als Solist in unterschiedlichen Disziplinen seit 1992 mehrfach zu den Preisträgern von Wettbewerben, etwa beim Jazz Podium Niedersachsen oder beim Jazznachwuchsfestival in Leipzig. 1996 wurde er mit dem Kulturförderpreis des Ministeriums für Kultur des Landes Niedersachsen ausgezeichnet. 1998 wurde Homann vierter Preisträger beim internationalen Klavierwettbewerb Concours internationaux de la Ville de Paris – 2ieme Concours de Piano-Jazz/Martial Solal für Jazz-Piano.
1999 machte das Bernd Homann Quartett in Hamburg bei den Deichtorhallen, als Vorprogramm für ein Konzert von Herbie Hancock verpflichtet – überregional auf sich aufmerksam. Im Jahr 2000 bildete Homann solo und mit dem nach ihm benannten Quartett mit Konzertreisen ein Rahmenprogramm für Veranstaltungen des Goethe-Instituts in Lettland und Litauen, später auch nach Dänemark, Frankreich und in die Ukraine.
Zur Expo 2000 trat Homann mit seinem Quartett mit der Aufführung Morgenstern in der Veranstaltungsreihe Kulturkaleidoskop Hannover auf. 2003 legte er mit dem Saxophonisten Anselm Simon ein Duo-Album vor.
Seit 2000 lehrt Homann als Dozent für Klavier an der Hochschule für Musik und Theater in Hannover im Studiengang für Popularmusik und Jazz.

## Diskographische Hinweise
- Lars Stoermer Quartett In Here, A-Jazz, 2014 (mit Andreas Edelmann, Timo Warnecke)
- Anselm Simon/Bernd Homann Two Days – One Moment, Schoener Hoeren, 2009[5]
- Bernd Homann: Dagiga / all titles composed by Bernd Homann ..., Castor-Schallplattenproduktion, 1992